# Кингмен (Аризона)
Ки́нгмен (англ. Kingman) — город в США, административный центр округа Мохаве штата Аризона.
Площадь — 77,7 км². Население — 27 696 чел.

## Население
- Расовый состав: европеоидная 89,94 %, негроидная 0,55 %, американоидная 1,98 %, монголоидная 1,44 %, австралоидная 0,14 %, прочие 3,41 %, две и больше рас 2,53 %.
- На 1000 женщин приходится 975 мужчин.
- Возраст населения: 25,0 % менее 18 лет, 7,4 % 18—21 лет, 25,6 % 25—44 лет, 24,2 % 45—64 лет и 17,8 % более 65 лет.
- Образование представлено колледжем Мохаве.

## Транспорт
В городе расположен аэропорт — Кингмен, что обслуживается региональной авиакомпанией. Кроме того есть ж/д (Кингмен) и автомобильное сообщение (Interstate 40, US Route 93 и Arizona State Route 66).